# Botrytis argillacea
Botrytis argillacea är en svampart som beskrevs av Cooke 1875. Botrytis argillacea ingår i släktet Botrytis och familjen Sclerotiniaceae.   Inga underarter finns listade i Catalogue of Life.